# Novembre 1845

## Événements
- Le titre (Le Commerce) est repris par Guillemot, ancien rédacteur du Siècle. L'ancien gérant du Commerce, Armand Dutacq, élabore le projet d'un quotidien, Le Soleil, qui aurait combiné un journal politique, un journal de commerce, un journal de médecine, un journal de l'instruction publique, un journal scientifique, un journal judiciaire, un journal administratif, et un journal littéraire. Tocqueville figurerait au conseil de direction ; on prévoit également le rachat du Commerce pour 100 000 francs par Dutacq qui veut le fusionner avec Le Soleil. Mais l'entreprise ne peut aboutir.

- 10 novembre, France :
  - Soult renonce au ministère de la Guerre pour ne garder que la présidence du Conseil, qui devient progressivement une simple fonction honorifique, le rôle de président du Conseil étant assumé de fait par Guizot. Le général Alexandre Moline de Saint-Yon lui succède au ministère de la Guerre;
  - mariage de Mademoiselle, sœur unique du « comte de Chambord », avec le prince héréditaire de Lucques, Ferdinand-Charles de Bourbon.

- 18 novembre : George Grey devient gouverneur de Nouvelle-Zélande. Il connaît les coutumes et la langue māori et réussit à ramener le calme en 1846.

- 20 novembre : la marine française et la marine anglaise écrasent la flotte de Rosas, le dictateur argentin, à la bataille de la Vuelta de Obligado. Blocus de Buenos Aires.

- 29 novembre : pose de la première pierre du ministère des Affaires étrangères, quai d'Orsay.

## Naissances
- 3 novembre : Zygmunt Gloger (mort en 1910), historien polonais
- 14 novembre : Ulisse Dini (mort en 1918), mathématicien et homme politique italien.
- 21 novembre : Benoît XV, pape († 1922).

## Décès
- 7 novembre : Joseph Warlencourt, peintre belge (° 16 janvier 1784).
- 30 novembre : Nils Gabriel Sefström (né en 1787), chimiste et minéralogiste suédois.